# Patriote (révolution batave)
Pour les articles homonymes, voir Patriote.

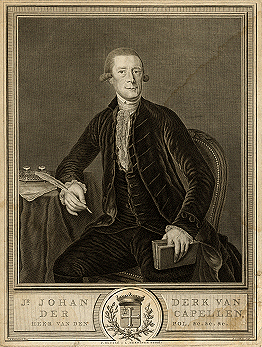
Joan van der Capellen tot den Pol, chef du Parti des patriotes.

Le parti des Patriotes (en néerlandais, De Patriotten) est un groupe politique apparu dans les Provinces-Unies, dans les années 1780. Leur chef est Joan Derk van der Capellen tot den Pol ; ils jouent un rôle prépondérant dans la révolution batave.
Les patriotes ont pour but de rétablir le régime de l'ancienne république des Provinces-Unies et défendre les droits reconnus par l'Union d'Utrecht de 1579. C'est ainsi qu'ils s'opposent au stadhouder Guillaume V d'Orange qu'ils soupçonnent de vouloir transformer la république des Provinces-Unies en monarchie. Ils sont inspirés par la philosophie des Lumières, la révolution genevoise et la guerre d'indépendance américaine.
Pour la plupart commerçants et hommes d'affaires, ils déplorent le déclin de la Compagnie des Indes orientales et souhaitent un retour à la prospérité des Provinces-Unies telle qu'elle était au siècle d'or néerlandais.
Ils forment des milices et des groupes para-militaires (societés d'excercition) sous le Rhingrave. En septembre 1787 après que les milices ont été défaites par une armée prussienne commandée par le duc de Brunswick, un grand nombre de patriotes s'enfuit en France et s'établit dans Pas-de-Calais où ils pouvaient comprendre la langue des habitants. Cinq membres du parti des Patriotes restés dans la république des Provinces-Unies sont condamnés à mort, mais même si aucune sentence ne fut mise à exécution, ils durent quitter le pays.
Après janvier 1795, les patriotes retournèrent dans leur patrie et avec l'aide de Pichegru et l'armée du Nord et fondèrent la République batave.